# Hermann Pálsson
Hermann Pálsson (1921 – 2002) fue un académico islandés. Tradujo al inglés muchas obras en antiguo nórdico. Sus investigaciones se centraban en la búsqueda de antiguas sagas islandesas como la saga de Hrafnkell y la cultura latina de la Europa de la Edad Media. Es considerado «uno de los más distinguidos especialistas en estudios islandeses de su generación».

## Biografía
Pálsson nació el 26 de mayo de 1921 en Sauðanes á Ásum, cerca de Blönduós, al norte de Islandia. Obtuvo un título en Estudios Islandeses en la Universidad de Islandia en Reikiavik en 1947 y otro en Estudios Irlandeses en la National University of Ireland en Dublín (1950).
En 1953 escribió su primer libro, una colección de antiguos cuentos irlandeses titulado Irskar fornsögur, y en 1955 otro de poesía gaélica de las Hébridas, Söngvar frá Sudureyjum.
En 1950 pasó a trabajar en la Universidad de Edimburgo. En 1953 casó con Stella Þorvarðardóttir. En 1982 se convirtió en profesor de estudios islandeses de dicha universidad, cargo que mantuvoi hasta su retiro en 1988, convirtiéndose en "Honorary Fellow" de Estudios Escandinavos. Continuó publicando libros y artículos, incluyendo ediciones de los poemas Hávamál y Völuspá. En 1996 publicó Keltar á Islandi, un estudio de los celtas y su influencia en Irlanda.
En colaboración con otros autores, como Magnus Magnusson y Paul Edwards, tradujo alrededor de 40 obras de literatura medieval islandesa.
Falleció en Bourgas, Bulgaria, el 11 de agosto de 2002.